# VITALIZER
『VITALIZER』（ヴァイタライザー）は、KICK THE CAN CREWのメジャー1枚目のアルバムである。2002年2月14日発売。
全14曲収録。参加アーティストはINNOSENCE、RHYMESTER。トラックは22曲ほどあり、その中からメンバーで選びそのトラックにあったテーマで各々歌詞を書き、集まってサビを作るという制作方法でアルバムが完成した。
VITALIZERの意味は、vitalize=元気付ける、生命力を与える→元気を与える人やモノ＝vitalizer。

## 収録曲
1. THE THEME OF "KICK"
2. スーパーオリジナル
1stシングル
3. マルシェ
5thシングル
4. ONEWAY
6thシングル
5. カンケリ02
3rdシングル「カンケリ01」のリミックス
6. キックOFF
後に7thシングルのカンプリングにKICK オフ(DJ TATSUTA remix)が収録されている。
7. イツナロウバ
2ndシングル
8. C'MON EVERYBODY (Remix) feat.INNOSENCE
5thシングルのカップリング曲「C'MON EVERYBODY」のリミックス
9. VITALIZER
10. ONE FOR THE WHAT, TWO FOR THE WHO.PART III
RHYMESTERのMUMMY Dプロデュース曲
11. ?WHATCHANAME?
12. 神輿ロッカーズ feat. RHYMESTER
13. LIFELINE(version2)
3rdシングルのカップリング曲「LIFELINE」のリミックス
14. HANDS
6thシングルのカップリング曲